# Poděbrady (stacja kolejowa)
Poděbrady – stacja kolejowa w Podiebradach, w kraju środkowoczeskim, w Czechach przy ulicy náměstí T. G. Masaryka 210/17. Położona na linii kolejowej 231 Praga Lysá nad Labem – Kolín na wysokości 190 m n.p.m.

## Linie kolejowe
- 231: Praga – Kolín